# Macroglossum monotona
Macroglossum monotona är en fjärilsart som beskrevs av Felix Bryk 1944. Macroglossum monotona ingår i släktet Macroglossum och familjen svärmare. Inga underarter finns listade i Catalogue of Life.